# Beemer
Beemer é uma vila localizada no Estado americano de Nebraska, no Condado de Cuming.

## Demografia
Segundo o censo americano de 2000, a sua população era de 773 habitantes. 
Em 2006, foi estimada uma população de 716, um decréscimo de 57 (-7.4%).

## Geografia
De acordo com o United States Census Bureau, a localidade tem uma área de 1,0 km², sem área coberta por água. Beemer localiza-se a aproximadamente 412 m acima do nível do mar.

## Localidades na vizinhança
O diagrama seguinte representa as localidades num raio de 24 km ao redor de Beemer. 